# Championnat de France de rugby à XV de 1re division fédérale
Le championnat de France de rugby à XV de 1re division fédérale, appelé plus simplement Fédérale 1, est l'échelon national supérieur du championnat de France de rugby à XV amateur masculin et est considéré à ce titre comme l'élite amateur masculin. Il est organisé par la Fédération française de rugby depuis 2000, date à laquelle il a remplacé le Groupe B.

## Histoire
À l'issue de la saison 1996-1997, de nouvelles modifications de la hiérarchie du rugby en France interviennent :
- les Groupes A1 et A2 sont séparés de la 1re division, le Groupe A2 correspondant au 2e échelon
- le Groupe B est également divisé en deux, prennant le nom de Nationale 1 et de Nationale 2 correspondant aux 3e et 4e échelons du rugby français
- les équipes du championnat de 2e division (correspondant en 1996 au 3e échelon) sont reversées en Nationale 2
- les équipes du championnat de 3e division (correspondant en 1996 au 4e échelon) ne prendra le nom de Nationale 3 qu'en 1999, et se positionne au 5e échelon du rugby français.

De 2016 à 2018, tous les participants de la Fédérale 1, championnat de 3e division, éligibles à la montée en Pro D2 sont réunis au sein d'une même poule, appelée poule Élite. Le premier de la poule accède directement à la Pro D2  à l'issue de la phase régulière tandis qu'une phase finale entre les équipes classées de la 2e à la 5e place définit le second club qui accède à la deuxième division. Deux ans après sa mise en place, cette poule est supprimée pour revenir à l'ancien format de la compétition avec quatre poules comprenant toutes des prétendants à l'accession en Pro D2.
Pour la saison 2020-2021, un nouveau championnat Nationale devient le 3e échelon français, composé de quatorze clubs issus de la Fédérale 1. La Fédérale 1 devient ainsi le 4e échelon.
Pour la saison 2022-2023, un nouveau championnat Nationale 2 devient le 4e échelon français, composé de vingt-quatre clubs issus de la National 1 et de la Fédérale 1. La Fédérale 1 devient ainsi le 5e échelon.

## Logo
La veille des demi-finales du trophée Jean-Prat de l'édition 2015, la FFR dévoile le premier logo de la compétition.

Évolution du logo
Logo depuis mai 2015 jusqu'à la saison 2018-2019.
Logo depuis la saison 2019-2020.

## Formules

### Phase préliminaire

#### Jusqu'à lasaison 2015-2016
40 équipes réparties en 4 poules de 10. Chaque équipe rencontre les 9 autres équipes de la poule en matches aller/retour, soit 18 rencontres par équipe. À l'issue de la phase préliminaire : 
- les 4 premiers dans chaque poule sont qualifiées pour les phases finales, soit 16 équipes.
- les 2 derniers dans chaque poule sont reléguées en Fédérale 2, soit 8 équipes.

#### Desaison 2016-2017àsaison 2017-2018
41 clubs sont répartis en quatre groupes.
- Une poule de onze ; la poule d'accession à la Pro D2[3] pour les équipes prétendant à l'accession en Pro D2. Ces équipes ont répondu à un cahier des charges et ont été choisies sur dossier par la FFR et la DNACG. Lors de la phase régulière, chaque équipe rencontre les autres équipes de la poule en matches aller/retour, soit vingt rencontres par équipe.
- Trois poules de dix ; les poules géographiques pour disputer la qualification au trophée Jean Prat et le titre de champion de 1re division fédérale. Cette qualification n'offrira aucun ticket pour la Pro D2. Chaque équipe rencontre les autres équipes de la poule en matches aller/retour, soit dix-huit rencontres par équipe.

Le premier de la poule d'accession, à l'issue de la phase régulière, accèdera directement à la Pro D2. Une phase finale entre les équipes classées de la 2e à la 5e place définira le second club qui accèdera à la Pro D2.
Les cinq premiers ainsi que le meilleur 6e des poules 2, 3 et 4 jouent les phases finales du trophée Jean-Prat selon le format habituel. Les seize qualifiés pour la phase finale s'affrontent en huitièmes de finale en matchs aller-retour. Les quarts et demi-finales se jouent également sur deux matchs et la finale se dispute sur un seul match sur terrain neutre.
Les 10e des poules 2,3 et 4 sont relégués directement en Fédérale 2. Le 11e de la poule 1 et les 9e des poules 2,3 et 4 disputent des play-down, chaque équipe affrontant en confrontation aller/retour les trois autres. Les deux clubs classés en avant-dernière et dernière position de ce groupe descendent à l'échelon inférieur. Au total, cinq équipes sont reléguées en Fédérale 2.

#### Depuis lasaison 2018-2019
Après la dissolution de la formule « élite », un nouveau point de règlement est instauré. Ainsi, des points supplémentaires sont distribués à trois reprises dans la saison, pour cette première saison les 15 juillet 2018, 31 janvier 2019 ainsi qu'à l'issue de la saison régulière. Un bonus de deux, un ou zéro points est ainsi attribué à chaque échéance aux clubs selon la complétude de leurs dossiers justificatifs administratifs rendus à la fédération. Après la première échéance, l'ensemble des 47 clubs sont récompensés par le tarif maximum de deux points.

#### Forme actuelle
Le championnat est organisé sous le format de 4 poules de 12 équipes chacune avec une phase qualificative en Aller/Retour de 22 journées.

### Phase finale

#### Jusqu'à la saison 2014-2015
Cette partie du championnat est réservée aux seize clubs finissant entre la 1re et 4e places de chaque poule durant la phase préliminaire. Les quatre premiers de chaque poule sont qualifiés pour les huitièmes de finale. La phase finale se joue en matchs aller-retour jusqu'en demi-finales. Les deux vainqueurs sont alors promus en Pro D2 et s'affrontent pour le titre de champion lors d'une finale disputée sur terrain neutre.

#### Saison 2015-2016
Les phases finales sont divisées en deux tableaux différents : un pour l'accession en Pro D2 et l'autre pour le trophée Jean Prat et le titre de champion de 1re division fédérale . Les équipes qui postulent à la montée en Pro D2 doivent déposer un dossier auprès de la FFR. Parmi les six clubs les mieux classés et dont les dossiers ont été retenus, les deux meilleurs sont directement qualifiés pour les demi-finales et quatre autres jouent les barrages. Les tours se jouent en aller-retour. Les seize meilleurs autres clubs jouent les phases finales du trophée Jean-Prat selon le format habituel. Un cinquième ou sixième de poule peut être repêché pour le trophée Jean-Prat si une ou deux équipes du groupe jouent les play off d'accession.

#### Une réforme proposée par les clubs
L'Union des clubs de rugby amateurs français (UCRAF) a rassemblé 37 clubs sur quarante autour d'un projet de réforme pour tenir comptes des très fortes disparités internes à la division. Les clubs seraient rassemblés en une poule de 14, avec les meilleures équipes qui aspirent à la montée en Pro D2, et deux poules de 13. Après un aller-retour, les huit meilleurs de la poule de 14 et les 4 meilleurs des poules de 13 seraient qualifiés les phases finales. Les premiers des groupes de 13 accèdent à la poule de 14 en lieu et place des treizième et quatorzième. Les équipes classées douzièmes et treizièmes des poules de 13 sont relégués en Fédérale 2 alors que les équipes classées 9 à 11 des poules de 13 et les équipes classées 13 et 14 de la poule de 14 jouent les barrages de relégation.
Les clubs de Fédérale 1 espèrent augmenter leurs recettes avec plus de matches en lieu et place de la coupe de la fédération. Finalement cette formule n'est pas mise en place pour la saison 2016-2017.

#### À partir de la saison 2016-2017
Les phases finales sont divisées en trois tableaux différents : un premier pour l'accession, du second club, en Pro D2, un second pour le trophée Jean Prat et le titre de champion de 1re division fédérale, le troisième pour les clubs qui disputeront un play-down avec cinq équipes reléguées en Fédérale 2.

#### Forme actuelle
La phase finale est composée de Barrages, 1/8èmes de finale et 1/4 de finale en Aller/Retour, 1/2 finales et finale. À la fin de la saison, les 4 équipes qualifiées en 1/2 finales accèdent à la Nationale 2 et les 2 derniers de chaque poule (8 clubs) sont relégués en Fédérale 2.

## Palmarès

### Trophée Jean-Prat
| Année       | Vainqueur                                                                                         | Score                                                                                             | Finaliste                                                                                         |
| ----------- | ------------------------------------------------------------------------------------------------- | ------------------------------------------------------------------------------------------------- | ------------------------------------------------------------------------------------------------- |
| Nationale 1 |                                                                                                   |                                                                                                   |                                                                                                   |
| 1998        | Stade montois                                                                                     | 45 – 3                                                                                            | Football club villefranchois                                                                      |
| 1999        | RC Aubenas Vals                                                                                   | 25 – 24                                                                                           | SC Graulhet                                                                                       |
| 2000        | FC Oloron                                                                                         | 30 – 23                                                                                           | SC Albi                                                                                           |
| 2001        | Promotion Nationale : US Tours                                                                    | 18 – 12                                                                                           | SC Albi                                                                                           |
| 2001        | Nationale 1 : US Oyonnax                                                                          | 33 – 16                                                                                           | US La Teste                                                                                       |
| Fédérale 1  |                                                                                                   |                                                                                                   |                                                                                                   |
| 2002        | Lyon OU                                                                                           | 28 – 23                                                                                           | SC Albi                                                                                           |
| 2003        | USA Limoges                                                                                       | 19 – 18                                                                                           | US Oyonnax                                                                                        |
| 2004        | Pays d'Aix RC                                                                                     | 21 – 12                                                                                           | Stade bordelais                                                                                   |
| 2005        | US Colomiers                                                                                      | 40 – 20                                                                                           | FC Oloron                                                                                         |
| 2006        | UA Gaillac                                                                                        | 21 – 18                                                                                           | USA Limoges                                                                                       |
| 2007        | Stade aurillacois                                                                                 | 31 – 6                                                                                            | Blagnac SCR                                                                                       |
| 2008        | US Colomiers                                                                                      | 36 – 3                                                                                            | US bressane                                                                                       |
| 2009        | CA Lannemezan                                                                                     | 9 – 6                                                                                             | Pays d'Aix RC                                                                                     |
| 2010        | US Carcassonne                                                                                    | 16 – 3                                                                                            | CA Saint-Étienne                                                                                  |
| 2011        | AS Béziers                                                                                        | 13 – 6                                                                                            | CA Périgueux                                                                                      |
| 2012        | Colomiers Rugby                                                                                   | 20 – 16                                                                                           | RC Massy                                                                                          |
| 2013        | US bressane                                                                                       | 15 – 13                                                                                           | CS Bourgoin-Jallieu                                                                               |
| 2014        | US Montauban                                                                                      | 18 – 14                                                                                           | RC Massy                                                                                          |
| 2015        | Pays d'Aix RC                                                                                     | 12 – 6                                                                                            | Lille MR                                                                                          |
| 2016        | SO Chambéry                                                                                       | 34 – 27                                                                                           | Avenir valencien                                                                                  |
| 2017        | Stade rouennais                                                                                   | 29 – 15                                                                                           | AS Mâcon                                                                                          |
| 2018        | ASV Lavaur                                                                                        | 24 – 21                                                                                           | SA Trélissac                                                                                      |
| 2019        | Rouen NR                                                                                          | 30 – 25                                                                                           | Valence Romans DR                                                                                 |
| 2020        | Non décerné en raison de période de confinement à la suite de la pandémie de Covid-19,            | Non décerné en raison de période de confinement à la suite de la pandémie de Covid-19,            | Non décerné en raison de période de confinement à la suite de la pandémie de Covid-19,            |
| 2021        | La FFR ayant annoncé l'arrêt définitif des compétitions amateurs le titre n'est donc pas décerné. | La FFR ayant annoncé l'arrêt définitif des compétitions amateurs le titre n'est donc pas décerné. | La FFR ayant annoncé l'arrêt définitif des compétitions amateurs le titre n'est donc pas décerné. |
| 2022        | Rennes EC                                                                                         | 15 - 11                                                                                           | RC Hyères Carqueiranne La Crau                                                                    |
| 2023        | Stade langonnais                                                                                  | 17 - 12                                                                                           | Avenir valencien                                                                                  |
| 2024        | Servette Rugby Club                                                                               | 28 - 9                                                                                            | Sport athlétique mauléonais                                                                       |
| 2025        | US Tyrosse                                                                                        | 28 - 25                                                                                           | Union Drancy Saint-Denis                                                                          |

### Challenge Yves du Manoir depuis 2018
Le champion de France de Première division fédérale (Challenge Yves du Manoir depuis 2018) est le vainqueur de la seconde phase, mettant aux prises les 24 équipes non qualifiées pour le Trophée Jean-Prat.
- 2009-2010 : Union sportive seynoise
- 2008-2009 : AS Lavaur
- 2007-2008 : FC Lourdes
- 2006-2007 : Rugby club Châteaurenard
- 2005-2006 : Stade olympique millavois rugby Aveyron
- 2018-2019 : AS Mâcon
- 2019-2020 : Le titre n'est pas décerné en raison de la pandémie de Covid-19[8].

## Records

### Meilleurs marqueurs d'essais
Le tableau suivant donne les meilleurs marqueurs d'essais de Fédérale 1 depuis la saison 2006-2007 au 5 novembre 2022. Ce classement est dominé par le demi d'ouverture Adil Achahbar.
Les noms en gras indiquent les joueurs encore en activité dans le championnat de France de Fédérale 1.
| Classement | Joueur                   | Nationalité | Nombre d'essais |
| ---------- | ------------------------ | ----------- | --------------- |
| 1          | Adil Achahbar            | Maroc       | 60              |
| 2          | Pierre Lafitte           | France      | 54              |
| 3          | Benjamin Alcalde         | France      | 49              |
| -          | Djamel Ouchene           | Algérie     | 47              |
| 5          | Renaud Delmas            | France      | 45              |
| -          | Stéphane Bonvalot        | France      | 45              |
| 7          | Gabin Villière           | France      | 44              |
| 8          | Julien Dechavanne        | France      | 43              |
| 9          | Raphaël Lebeault         | France      | 42              |
| 10         | Corentin Brutus          | France      | 41              |
| -          | Fabien Grimaud           | France      | 41              |
| -          | Simon Sarthou            | France      | 41              |
| -          | Kolinio Ramoka           | Fidji       | 41              |
| 14         | Mani Vakaloa             | Tonga       | 40              |
| -          | Paul Dubert              | France      | 40              |
| 16         | Orlando Stott            | France      | 39              |
| -          | Tunufai Tavalea          | Tonga       | 39              |
| -          | Cyril Lin                | Suisse      | 39              |
| -          | Jean-Baptiste Villetorte | France      | 39              |
| 20         | Théo Brunel              | France      | 38              |

### Meilleurs buteurs
Le tableau suivant donne les meilleurs buteurs du championnat de France de rugby à XV de 1re division fédérale depuis la saison 2006-2007 au 5 novembre 2022.
Les noms en gras indiquent les joueurs encore en activité dans le championnat de France de Fédérale 1.
| Classement | Joueur            | Clubs     | Période |
| ---------- | ----------------- | --------- | ------- |
| 1          | Nicolas Picabea   | 2006-2016 | 2065    |
| 2          | Christophe Dasque | 2010-     | 2004    |
| 3          | Paul Dubert       | 2006-     | 1889    |
| 4          | Frédéric Arniaud  | 2009-2019 | 1747    |
| 5          | Yann Dorbeaux     | 2006-2016 | 1696    |
| 6          | Alexandre Pichot  | 2006-2016 | 1545    |
| 7          | Frédéric Pujo     | 2006-2016 | 1316    |
| 8          | Mathieu Chabaud   | 2006-2014 | 1313    |
| 9          | Julien Lavie      | 2008-2016 | 1290    |
| 10         | Mathieu Gratton   | 2006-2013 | 1242    |

## Télévision
En 2016, la chaîne de TNT L'Équipe acquiert les droits de la Fédérale 1 et ce jusqu'en 2021 avec la diffusion d'une rencontre de « poule élite » à chaque journée, la finale du trophée Jean Prat, et les deux matchs aller-retour de la finale d'accession en Pro D2.
Lors de la saison 2019-2020, cette chaîne diffuse environ deux matchs par semaine en première partie de soirée, les lundi et les vendredi.